# Парадисо Гърлс
Paradiso Girls е американска музикална група, съставена изцяло от жени. В състава ѝ влизат Челси Корка от САЩ, Ария Крескендо от Франция, Лаурен Бенет и Кели Бекет от Великобритания и Шар Мае Амор от Филипини.

## История

### Създаване (2007 – 2008)
Групата е създадена през 2007 от създателката на световноизвестната R'n'B група Пусикет Долс Робин Антин. В състава влизат пет момичета: певица и бивш йога инструктор в риалити шоуто Star Academy Ария Крескендо, певицата Лаурен Бенет, певицата и танцьорка Кели Бекет, певицата и рапърка Шар Мае Амор и участничката завършила на трето място в риалити шоуто Pussycat Dolls Present: The Search For The Next Doll Челси Корка.

### Музикална кариера (2009 – 2010)
През април 2009 излиза дебютният им сингъл „Patron Tequila“ с участието на Ийв и Лил Джон. Песента дебютира на 3 място в денс класацията за песни, а през май излиза дебютната песен на Челси Корка „Falling Down“ с участието на Space Cowboy, а в клипа на песена участват останалите членове на групата. През същата година тръгват на турнето The Party Rock Tour. През април 2010 се излиза сингъла „Who's My Bitch“, който се представя слабо в класацията за денс песни в САЩ. По план дебютният албум трябва да се появи на пазара през същата година, но това не се получава и групата се разпада след неуспеха на втория си сингъл.

## Дискография

### Сингли
- „Patron Tequila“ (2009)
- „Who's My Bitch“ (2010)

### Други песни
- „Unpredictable“
- „What I Like“ (с will.i.am)
- „Down“
- „My DJ“
- „Love Is All I Need“
- „Boys Go Crazy“
- „Boys & Girls“
- „So over“
- „W.O.W.“